# Canberra Nature Park
A Canberra Nature Park (Canberra Természetvédelmi Park) valójában, mintegy 30 különálló védett terület együttes megnevezése az ausztrál főváros, Canberra körül, az Ausztráliai fővárosi területen belül, amelyben bozótos-bokros hegyvidéki területek váltakoznak síkvidéki füves gyepterületekkel. Sok területet ezek közül a korábbi időkben lecsupaszítottak, hogy legeltetés céljára alkalmassá tegyék ezen területeket, de sok korábban füves területen mára visszatérőben vannak a bozótosok, hála a visszatelepítési munkálatoknak. 

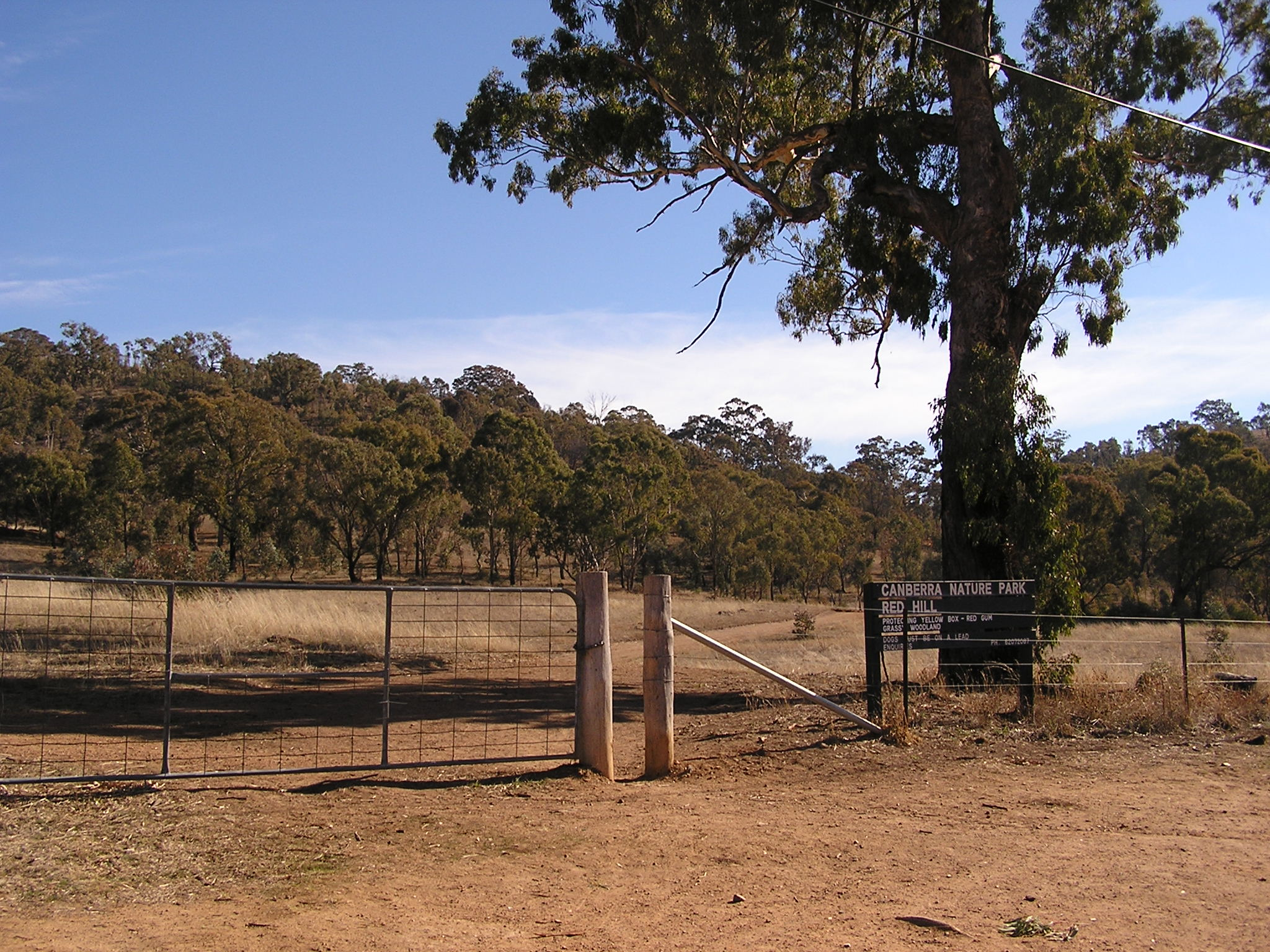
A park egyik bejárata Red Hill-nél

A Canberra környéki hegyvidék hegyeit, melyek a: Black_Mountain, Mount Ainslie, Mount Majura, Mount Pleasant, Russell Hill, Red Hill, Mount Mugga, O'Connor Ridge, Bruce Ridge, Aranda Bushland, Mount Painter, The Pinnacle, Lyneham Ridge, Oakley Hill, Mount Taylor, Isaacs Ridge, Mount Stromlo, Mount Arawang, Neighbour Hill, Wanniassa Hill, és a Narrabundah Hill, mostanra a National Capital Plan (Nemzeti fővárosi terv) védelme alá vonták, valamint majdnem az összes eddig felsorolt hegy része a Canberra Természetvédelmi Parknak. Ezek a hegyek már-már színpadias hátteret képeznek a fővárosi kerületek és városrészek körül, mint, ahogyan ez eredetileg is szerepelt Walter Burley Griffin tervei között. 
A fővárosban élő emberek többsége karnyújtásnyira lakik a Canberra Természetvédelmi Park különböző részeitől. A védett területet egyszerű kerítés, illetve az ingatlanok kerítései határolják. Több helyen kapuk biztosítják a park területére való bejutást, ahol a látogatók sétálgathatnak, futhatnak és kikapcsolódhatnak, viszont a motorozás tilos a park területén. 
A park néhány hegyvidéki területén víztározókat alakítottak ki, melyek részt vesznek a főváros víz-, illetve áramellátásának biztosításában.

## A Canberra Nature Park részei
| Park                                                  | Növényzet    | Terület (km²) | Park                                             | Növényzet     | Terület (km²) |
| ----------------------------------------------------- | ------------ | ------------- | ------------------------------------------------ | ------------- | ------------- |
| Aranda Bozótos                                        | Ligeterdő    | 1.06          | Black Mountain                                   | Erdő          | 4.52          |
| Bruce Ridge                                           | Erdő         | 1.34          | Cooleman Ridge                                   | Erdőség       | 1.89          |
| Crace Grassland Füves puszta természetvédelmi terület | Füves puszta | 1.21          | Dunlop Füves puszta természetvédelmi terület     | Füves puszta  | 1.06          |
| Farrer Ridge                                          | Erdőség      | 1.78          | Goorooyarroo                                     | Erdőség       | 7.01          |
| Gossan Hill                                           | Erdő         | 0.48          | Gungaderra Füves puszta természetvédelmi terület | Füves puszta  | 2.70          |
| Isaacs Ridge természetvédelmi terület                 | Erdőség      | 0.34          | Jerrabomberra Vízi természetvédelmi terület      | Vizes élőhely | 2.08          |
| McQuoids Hill                                         | Erdőség      | 0.56          | Mount Ainslie                                    | Erdőség       |               |
| Mount Majura                                          | Erdőség      |               | Mount Mugga Mugga                                | Erdőség       | 1.05          |
| Mount Painter természetvédelmi terület                | Erdőség      | 0.86          | Mount Pleasant                                   | Erdőség       | 0.50          |
| Mount Taylor                                          | Erdőség      | 2.93          | Mulanggari Füves Puszta természetvédelmi terület | Füves puszta  | 1.17          |
| Mulligans Flat Rezervátum                             | Erdőség      | 7.81          | O'Connor Ridge                                   | Erdő          | 0.62          |
| Oakey Hill természetvédelmi terület                   | Erdőség      | 0.66          | Percival Hill természetvédelmi terület           | Erdő          | 0.63          |
| Red Hill                                              | Erdőség      | 2.87          | Rob Roy                                          | Erdő          | 19.77         |
| Pinnacle természetvédelmi terület                     | Erdőség      | 1.38          | Tuggeranong Hill                                 | Erdőség       | 3.17          |
| Urambi Hills                                          | Erdőség      | 2.43          | Wannissa Hills                                   | Erdőség       | 2.27          |

## Fordítás
Ez a szócikk részben vagy egészben  a   Canberra Nature Park című angol Wikipédia-szócikk ezen változatának fordításán alapul.  Az eredeti cikk szerkesztőit annak laptörténete sorolja fel. Ez a jelzés csupán a megfogalmazás eredetét és a szerzői jogokat jelzi, nem szolgál a cikkben szereplő információk forrásmegjelöléseként.